# Gaius Norbanus Sorex

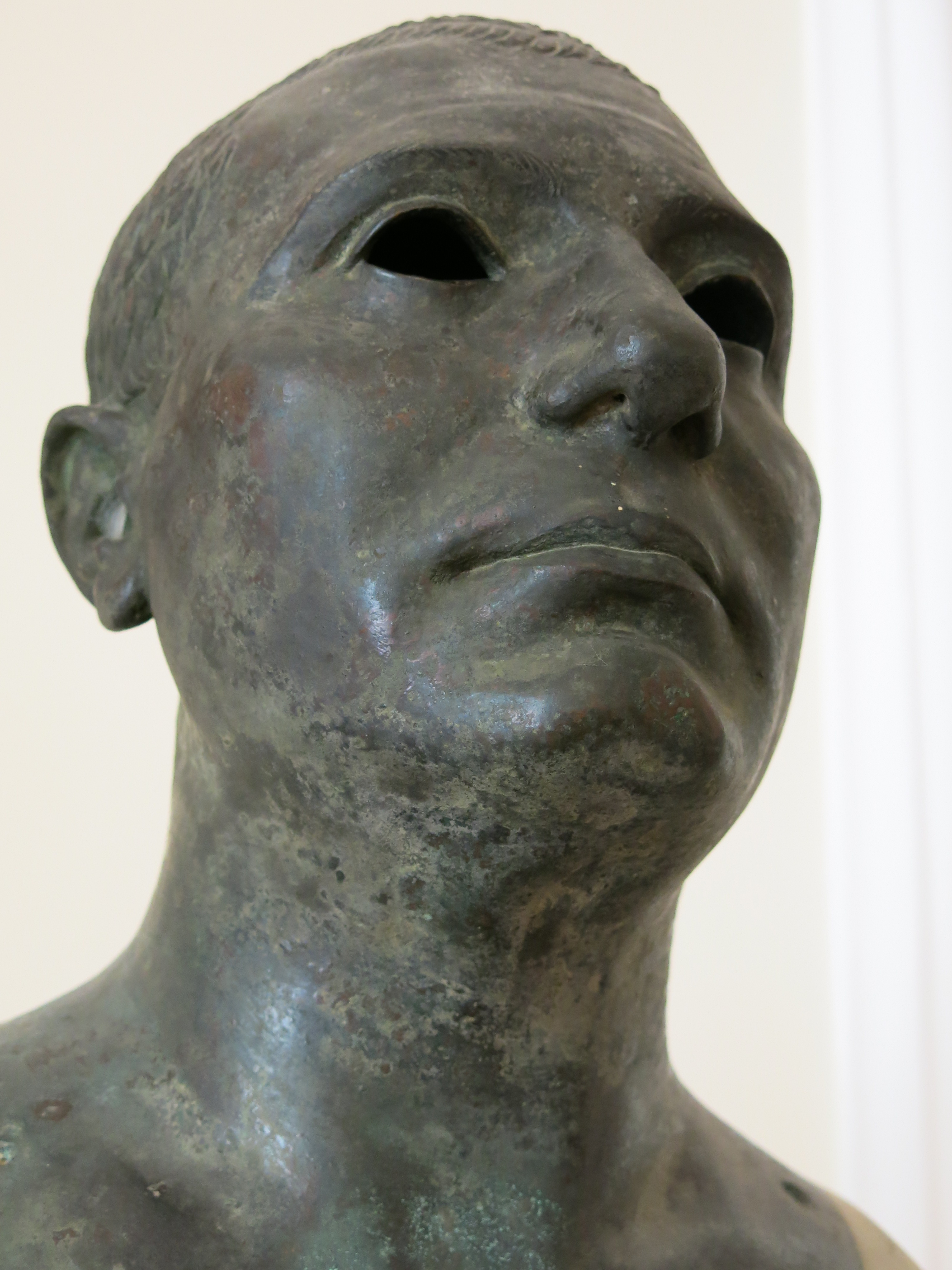
Bronzekopf des Gaius Norbanus Sorex aus dem Isis-Tempel

Gaius Norbanus Sorex war ein Schauspieler während der Regierungszeit des Augustus in Pompeji.
Norbanus Sorex war ein Theaterschauspieler, der bei den Aufführungen die zweite Rolle innehatte. Außerdem war er magister des Pagus Augustus Felix Suburbanus, also Vorsteher eines vor den Mauern Pompejis gelegenen Wohnviertels. Interessant ist in dem Fall vor allem, dass hier ein Schauspieler ein öffentliches Amt bekleidete, von dem Mitglieder seiner Zunft normalerweise ausgeschlossen waren. Trotzdem war Norbanus Sorex offensichtlich ein anerkanntes Mitglied der städtischen Gemeinschaft Pompejis. Berühmt sind zwei von ihm überlieferte Hermen. Eine befand sich im Gebäude der Eumachia, die andere, besonders bekannte, im Isis-Tempel.
Möglicherweise war er Nachkomme eines gleichnamigen, bei Plutarch erwähnten archimimus (Hauptdarsteller), der Schützling der Familie des Konsuls von 83 v. Chr., Gaius Norbanus, und Freund des Sulla war. Es wird ebenfalls gemutmaßt, dass er ein Freigelassener und unehelicher Sohn aus der Familie des Norbanus war. Das würde die für einen Schauspieler ungewöhnliche Wertschätzung erklären. Ebenfalls die Tatsache, dass seine Herme im Calcidicium der Eumachia aufgestellt wurde, was Verbindungen zur Kaiserlichen Familie nahelegen würde. Die Gens Norbana, das heißt die Norbanus-Sippe, ist ursprünglich etruskischer Herkunft. Der Name Sorex, Soricis bedeutet „Spitzmaus“.